# NOD32
ESET NOD32 är ett antivirusprogram framtaget av det slovakiska företaget ESET.
Programmet har fått uppmärksamhet för dess fokus på prestanda och heuristisk analys (förmåga att hitta skadlig kod utan att ha signaturer för just det hotet). ESET NOD32 är det antivirusprogram som fått flest utmärkelser i VB100-tester i Virus Bulletin, och har aldrig missat ett In-the-wild-virus i dess tester. Programmet finns till flera plattformar, bland annat Microsoft Windows, Mac OS, Linux samt FreeBSD.